# Intentona Comunista
Intentona Comunista, também conhecida como Revolta Comunista de 35, Levante Comunista ou Revolta Vermelha de 35, foi uma tentativa de golpe contra o governo de Getúlio Vargas realizado entre 23 e 27 de novembro de 1935 por militares, em nome da Aliança Nacional Libertadora (A.N.L.), com apoio do Partido Comunista do Brasil e da Internacional Comunista. O levante ocorreu em Natal, Recife e no Rio de Janeiro.
Com exceção de Natal, onde chegou a ser instalado um governo revolucionário provisório — o primeiro e único governo comunista no Brasil —, o levante seguiu o padrão de um golpe militar clássico, limitando-se a ataques de militares rebeldes a quarteis.
O último levante, no Rio de Janeiro, na Escola Militar da Praia Vermelha e na Vila Militar, é considerado por alguns autores apenas como um ato de lealdade dos conspiradores sediados nessa cidade, pois havia ficado claro que o movimento não teria chances reais de revolucionar o país.

## Contexto histórico

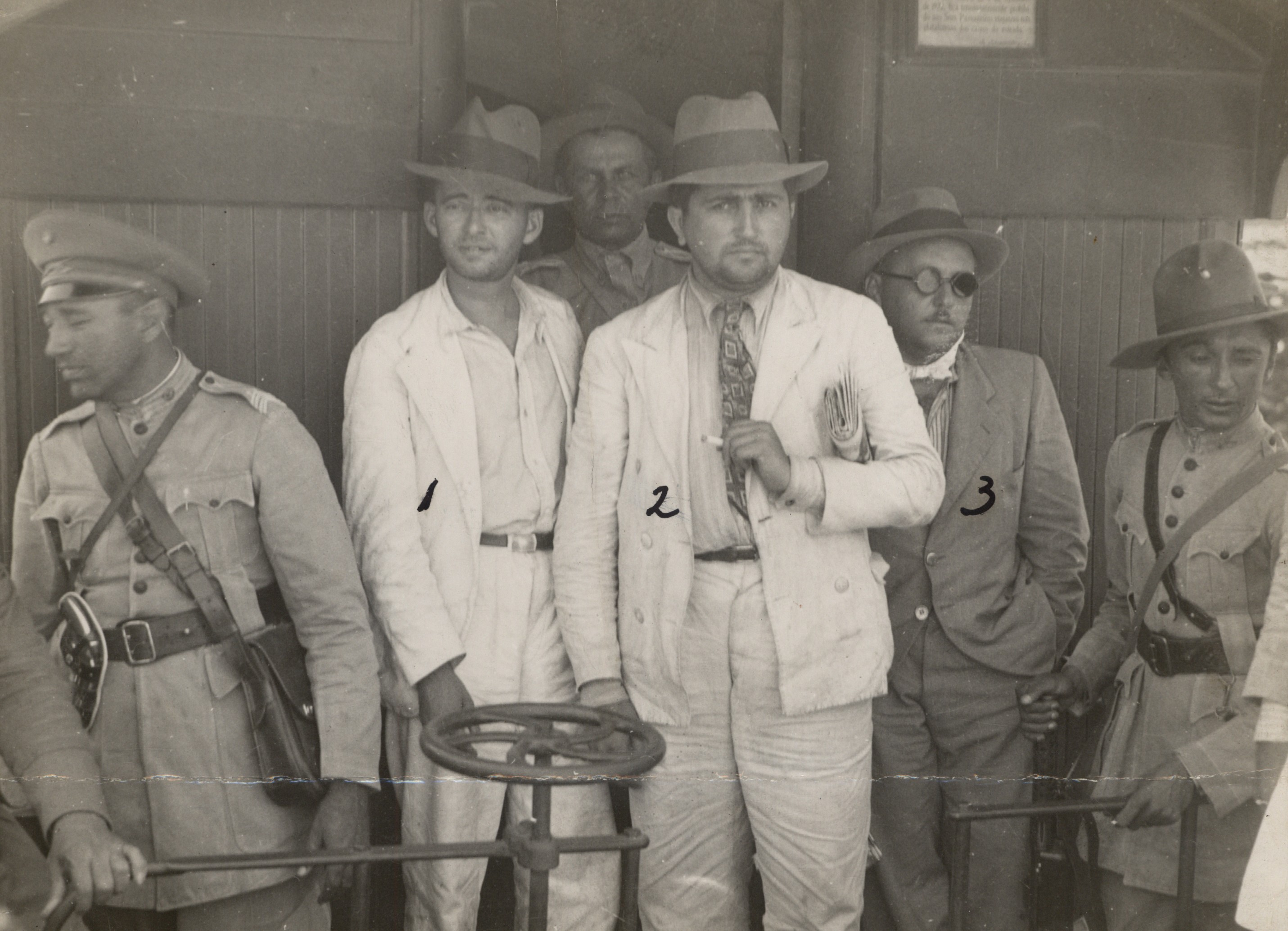
Membros do Comitê Comunista de Natal em 2 de Dezembro de 1935:
Lauro Cortez Lago (1)
João Baptista Galvão (2)
José Macedo (3).

A Intentona Comunista de 1935, conspiração de natureza político-militar, inscreve-se, pelas suas reivindicações políticas imediatas (de protesto político-institucional contra um governo autoritário), dentro do quadro dos movimentos tenentistas realizados no Brasil desde a década de 1920. No entanto, articularam-se estas reivindicações, sob influência comunista, à ideia de uma revolução "nacional-popular" contra as oligarquias, o imperialismo e o autoritarismo, possuindo, nas suas reivindicações menos imediatas, aspectos como a abolição da dívida externa, a reforma agrária e o estabelecimento de um governo de base popular — em outras palavras, uma revolução "nacional-libertadora", que, embora estabelecida por um movimento armado, não se propunha a ultrapassar o quadro da ordem social burguesa (como afirmado, à época, por um dos líderes do movimento, o capitão Agildo Barata).
Esta confluência de influências corporificou-se na pessoa de seu principal líder, Luís Carlos Prestes, capitão do Exército Brasileiro e líder tenentista convertido ao comunismo, que dirigiu o levante — à revelia da liderança formal do Partido Comunista Brasileiro, e em articulação direta com a direção da Internacional Comunista, que mantinha junto a Prestes um grupo de militantes comunistas internacionais, composto pela companheira de Prestes, a alemã Olga Benário, além do argentino Rodolfo Ghioldi, o alemão Arthur Ernest Ewert, Ranieri Gonzales e alguns outros militantes ligados ao Comitê Executivo da Internacional Comunista (CEIC).
Num primeiro momento, Prestes parecia considerar que o programa nacionalista da ANL seria capaz de permitir-lhe impor-se como um movimento de massa legal, capaz de atrair apoio tanto entre a classe operária e o campesinato como também entre a burguesia "progressista" de tendências anti-imperialista e antifascista — para depois, quando o governo Getúlio Vargas declarou a aliança ilegal — com o apoio da burguesia e da classe média, que temiam a infiltração comunista no movimento — optar, com o apoio do CEIC, por uma ação revolucionária concebida em termos de uma mera ação militar.
Em manifesto da ANL, publicado em 5 de Julho de 1935, Prestes declarou:
(...) A situação é de guerra e cada um precisa ocupar o seu posto. Cabe à iniciativa das próprias massas organizar a defesa de suas reuniões, garantir a vida de seus chefes e preparar-se, ativamente, para o assalto. 
(...) A idéia do assalto amadurece na consciência das grandes massas. 
(...) Abaixo o fascismo! Abaixo o governo odioso de Vargas! Por um governo popular nacional revolucionário. Todo o poder à Aliança Nacional Libertadora.
Após a publicação do manifesto, o governo extinguiu a ANL, nos termos da Lei de Segurança Nacional, no dia 11 daquele mesmo mês.

## Eclosão
Prestes estabelecera que a rebelião deveria começar na madrugada do dia 27 de novembro de 1935. Contudo, por motivos locais, ela teve de começar mais cedo no Rio Grande do Norte e em Pernambuco. O levante eclodiu em pontos esparsos do território nacional, a saber:
- em Natal e arredores, no dia 23 de novembro;
- no Recife, em 24 de novembro; e
- no Rio de Janeiro, em 27 de novembro.

### Em Natal

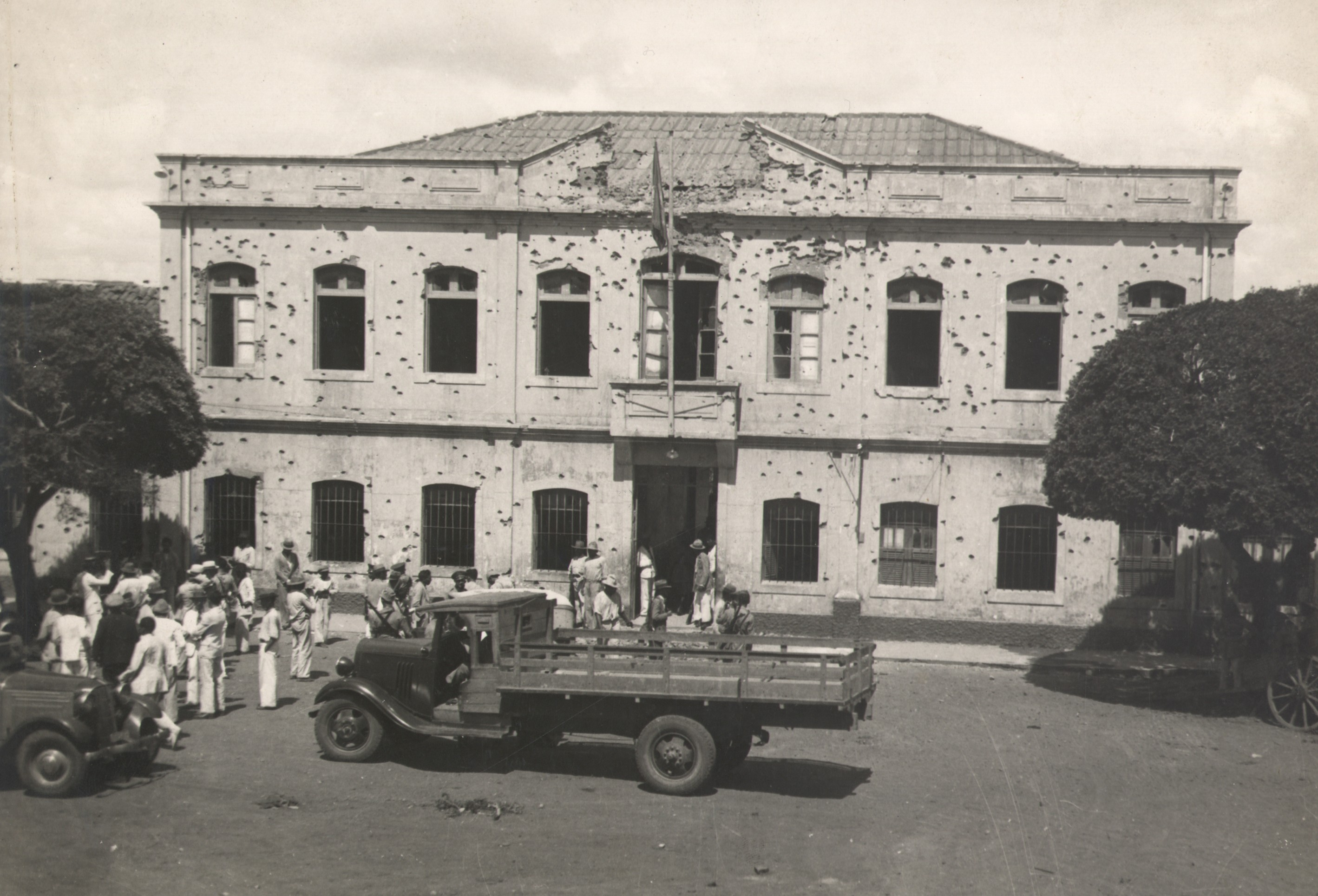
Fachada do Quartel do Regimento Policial de Natal cravada de balas pelos soldados do 21º B.C e pelos civis comunistas, no contexto do levante de 1935.

A insurreição comunista começou no Rio Grande do Norte. Ela derrubou o governador Rafael Fernandes Gurjão, que teve de se asilar no Chile. O estado ficou por três dias com o comitê popular revolucionário no poder. Pode-se dizer que foi esse o primeiro governo comunista que conseguiu se instalar no país, e o primeiro na América do Sul. A revolta teve fim quando constatou-se que 1) nenhuma guarnição importante havia aderido à insurreição, 2) que em Pernambuco o movimento havia sido sufocado e 3) que o 20º batalhão de caçadores de Alagoas e a polícia paraibana se preparavam para invadir o Rio Grande do Norte. Os rebelados, então, fugiram de Natal, para serem capturados mais tarde pela polícia. O total de mortos não chegou a 20.

### Em Pernambuco
Dos três levantes, o de Pernambuco foi o mais violento. No dia 24, registraram-se movimentações em algumas cidades do estado.  Civis armados fizeram ataques contra delegacias de polícia de Olinda e no Recife. Parte da guarnição do 29º batalhão de caçadores se revoltava, junto com uma tentativa de levante na 7ª. Parte dos comunistas foram para Jaboatão, onde libertaram os presos de uma cadeia. No Largo da Paz, em Recife, rebeldes instalaram metralhadoras no topo da torre da igreja, a fim de atirar contra os legalistas. Tinham por objetivo conquistar o centro da capital.
O ataque aos rebeldes foi comandado pelos capitães Malvino Reis Neto e Afonso de Albuquerque Lima, com o apoio do 20º e do 22º batalhão de caçadores. O tiroteio no Largo da Paz durou 28 horas. Os comunistas, depois disso, começaram a recuar, fugindo para o interior do estado. Somente nos combates do Recife, 720 pessoas morreram.

### No Rio de Janeiro

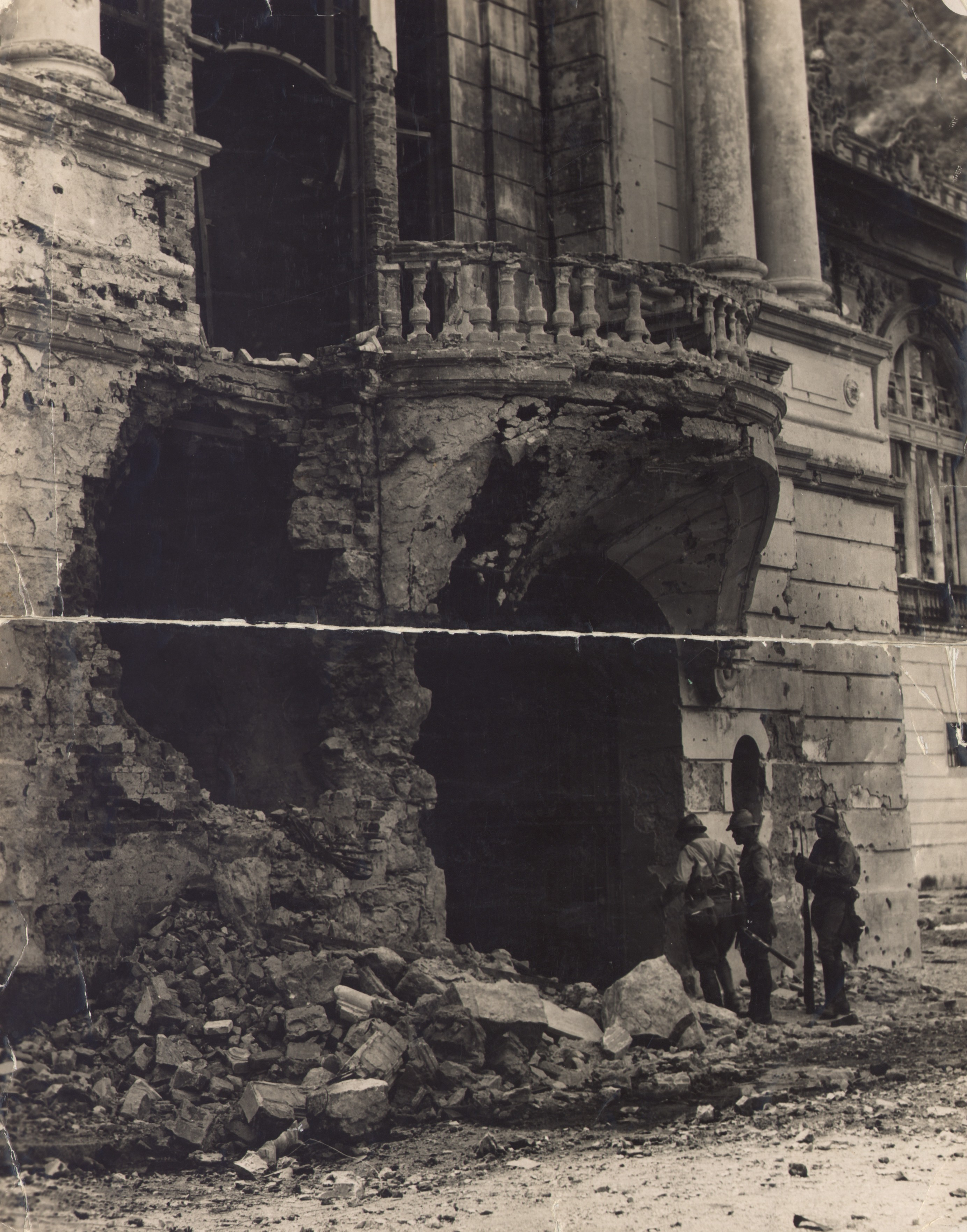
3º Regimento após a ação da artilharia.

No Rio de Janeiro, o movimento foi deflagrado, simultaneamente, no 3º Regimento de Infantaria, na Praia Vermelha; no 2º Regimento de Infantaria e no Batalhão de Comunicações, na Vila Militar; e na Escola de Aviação, no Campo dos Afonsos. Os amotinados, companheiros de véspera, teriam, de acordo com a versão legalista, ferido e matado indiscriminada e covardemente seus companheiros que dormiam -versão esta que até hoje gera margem a dúvidas, já que os quartéis do Rio estavam em prontidão após os levantamentos revolucionários no Norte do País, e em tais circunstâncias seria extremamente difícil encontrar oponentes inermes a serem massacrados de tal forma. Seja como for, a luta foi atroz e sem quartel, com os insurretos tentando expandir a rebelião a todo custo, esbarrando na mais férrea resistência das forças legalistas, e, finalmente, perdendo a luta.
Por trás da estratégia equivocada do levante estava, de um lado, a superestimação que Prestes fazia de seu prestígio no interior do Exército Brasileiro, de outro, a crença da IC de que, numa sociedade "semicolonial", bastaria proclamar o movimento para produzir uma sublevação espontânea que englobaria de militares a operários e "cangaceiros partisans [guerrilheiros](sic)". O agente duplo do MI6 (serviço de inteligência britânico), Johann Heinrich Amadeus de Graaf, conhecido como Johnny de Graaf, estava infiltrado na rebelião de Prestes. Graaf revelou os planos dos rebeldes ao serviço de inteligência britânico que repassou estas informações para a inteligência brasileira. Prestes também teria sabotado o próprio levante despropositadamente, uma vez que enviara ao comandante do Grupo de Obuses de São Cristóvão Newton Estillac Leal um convite para participar do golpe e, tais fatos fizeram com que o Governo tomasse conhecimento da rebelião mesmo antes dela acontecer.
O episódio mais dramático do levante comunista foi a tentativa de conquistar o Regimento de Aviação no Campo dos Afonsos, à época integrante do exército (a Força Aérea Brasileira só seria criada em 1941), visando obter aeronaves para bombardear a cidade do Rio de Janeiro.
As unidades legalistas da Vila Militar, conseguiram instalar peças de artilharia para bombardear a pista e evitar que aviões decolassem. O assalto final foi realizado com uma carga de infantaria com apoio da artilharia, que retomou as instalações revoltadas.

## Resultados
O historiador Rodrigo Trespach salientou a falta de apoio popular do movimento e a forte presença dos militares (e não, como se poderia esperar de um movimento comunista, dos operários):
Os comunistas não conseguiram apoio popular, reunindo menos de 2 500 pessoas nas três cidades [em que ocorreram os levantes]. Ainda que o número possa ser maior, já que outras 1 420 foram presas em outros estados por estrarem supostamente relacionadas ao levante, o movimento de novembro nem de longe mobilizou "as grandes massas proletárias" que formariam a revolução socialista no Brasil. O que de fato aconteceu foi mais uma quartelada na história brasileira. No Rio de Janeiro, dos 838 indiciados, 65% eram militares e apenas 9%, operários.— Trespach, Rodrigo (13 de maio de 2021). A Revolução de 1930: O conflito que mudou o Brasil. Rio de Janeiro: Harper Collins. p. 183
Uma vez reprimido e derrotado, o movimento foi submetido a intensa desmoralização — a começar pelo nome pejorativo e desqualificante que recebeu ("Intentona", ou "intento louco") — por parte das cúpulas militares; como lembra o militar esquerdista Nelson Werneck Sodré nas suas memórias, a participação intensa de oficiais e suboficiais nas fileiras dos insurretos alertou o exército para a necessidade de cerrar fileiras ideológicas, e de expurgar "influências exógenas" no interior da oficialidade militar nas três décadas seguintes. Tal cisão ideológica viria a expressar-se nas disputas políticas no interior do Clube Militar da década de 1950, na Revolta dos Sargentos da década de 1960, e daí até o Golpe de 1964, após o qual quaisquer traços de esquerdismo organizado foram eliminados das fileiras militares.

Julgamento no Tribunal de Segurança Nacional dos líderes da Intentona de 1935.

Diferentemente dos golpes tenentistas, que haviam criado divisões temporárias entre legalistas e insurretos, superáveis posteriormente por anistias e reorganizações de carreira, o movimento de 1935 criou uma clivagem político-ideológica até hoje não superada, em que os insurretos tiveram negada a sua própria condição de membros da corporação militar, com sua ação política sendo duradouramente criminalizada e estigmatizada como traição e ato hostil à hierarquia militar. A Intentona Comunista gerou, nos meios militares, um forte anticomunismo e foi um dos fatores que contribuíram para implantação do Estado Novo em 1937.
Até o governo do presidente Fernando Henrique Cardoso, anualmente, na data de 27 de novembro, eram realizadas comemorações públicas pelo Exército Brasileiro, no Cemitério de São João Batista, no Rio de Janeiro, em homenagem aos militares legalistas mortos durante a intentona, que se caracterizavam pela intensidade das manifestações anticomunistas da cúpula militar a que davam oportunidade, daí terem sido interrompidas as solenidades quando do fim da Guerra Fria e da consolidação do regime constitucional restabelecido em 1985. O monumento aos mortos legalistas do movimento foi erguido na praça General Tibúrcio, Praia Vermelha, no bairro da Urca, Rio de Janeiro em 1940, sendo restaurado em Junho de 2018.
No início de 1936, tentando encontrar responsáveis pelo fracasso do levante, Prestes mandou matar a garota de 14 anos Elza Fernandes, namorada do secretário-geral do PCB. Prestes suspeitava que ela fosse informante da polícia, o que mais tarde provou-se um engano. O jornalista William Waack alegou que Olga não se opôs à decisão.
A repressão ao movimento permitiu que o Congresso Nacional decretasse o Estado de Guerra, com uma erosão decisiva nas liberdades e garantias individuais liberais-democráticas, o que preparou o caminho para que Getúlio Vargas decretasse o Estado Novo em 1937, reforçado pelo chamado Plano Cohen.

## Relação dos mortos
Não se tem um balanço completo das vítimas, juntando-se legalistas e insurgentes em todos os eventos ocorridos. Entre os insurgentes é difícil encontrar uma lista completa com os nomes das vítimas, mas estima-se que pelo menos uma centena tenha falecido só no levante de Recife e outros vinte no levante da Praia Vermelha no Rio de Janeiro, sendo ainda necessário contabilizar as mortes ocorridas em Natal e demais quartéis do Rio de Janeiro. Entre as tropas legalistas envolvidas nos combates ocorreram 22 baixas fatais. O Exército Brasileiro lista um total de 30 vítimas sem porém divulgar se eram legalistas ou insurgentes. A historiadora Marly Vianna faz algumas considerações sobre as vítimas entre os militares insurgentes.

### Controvérsia a respeito das versões sobre as mortes durante a revolta

Enterro de Misael Mendonça

Segundo a professora Marly Vianna, doutora em história pela USP e professora da Universidade Federal de São Carlos além de autora do livro Revolucionários de 35, apenas duas mortes ocorreram no episódio que envolve o levante do 3ºRI e estas seriam do major Misael Mendonça (legalista) e o segundo-tenente Tomás Meireles (revolucionário). Segundo ela, a versão de que os militares revolucionários teriam assassinado covardemente oficiais legalistas enquanto dormiam é mentirosa, tendo sido inclusive tema de um discurso do então senador Jarbas Passarinho no Congresso Nacional  para, em nome de famílias de oficiais mortos, declarar que não estavam dormindo, pois esta versão seria prejudicial para sua imagem e memória. Segundo a mesma ainda, essa versão falsa teria sido plantada pela polícia de Filinto Müller. O historiador Hélio Silva diz o mesmo em seu livro O Ciclo de Vargas: 1935 - A Revolta Vermelha. Segundo o historiador Glauco Carneiro, esta ação fez centenas de vítimas.